# Église Saint-Pierre de Moustier-Ventadour
Pour les articles homonymes, voir Église Saint-Pierre.
L'église Saint-Pierre est une église catholique située à Moustier-Ventadour, en France.

## Localisation
L'église est située dans le département français de la Corrèze, sur la commune de Moustier-Ventadour.

## Historique
L'édifice est inscrit au titre des monuments historiques en 1972.